# St. George (Vermont)
St. George est une ville de l'État américain du Vermont, située dans le comté de Chittenden. Selon le recensement de 2010, sa population est de 674 habitants.